# Hollenstedt
Hollenstedt är en kommun och ort i Landkreis Harburg i förbundslandet Niedersachsen i Tyskland. Det bor omkring 3 800 personer i Hollenstedt. Motorvägen A1 passerar förbi kommunen.
Kommunen ingår i kommunalförbundet Samtgemeinde Hollenstedt tillsammans med ytterligare sex kommuner.